# Руа (Торино)
Руа је насеље у Италији у округу Торино, региону Пијемонт.
Према процени из 2011. у насељу је живело 41 становника. Насеље се налази на надморској висини од 671 м.